# Вернигородок (зупинний пункт)
Вернигородо́к — пасажирський залізничний зупинний пункт Козятинської дирекції Південно-Західної залізниці.
Розташований біля села Велике Козятинського району Вінницької області, але територіально перебуває в Ружинському районі Житомирської області на лінії Фастів I — Козятин I між станціями Чорнорудка (8 км) та Сестринівка (6 км).
Виник 1879 року як блокпост Вернигородок. Має дві платформи берегового типу. Зупиняються приміські електрички. До Києва і Козятина їх ходить 7 пар. До Вінниці є 3 прямих електрички, із Вінниці — 1 пряма і 4 з пересадкою по Козятину.